# Spreizung (Kryptologie)
Spreizung (englisch straddling) ist eine in der Kryptologie bei der Verschlüsselung von Texten benutzte Methode. Dabei werden Klartextzeichen durch Geheimtextzeichen unterschiedlicher Länge ersetzt.

## Methode
Spreizung wird insbesondere bei Handschlüsseln, also manuell (mit Bleistift und Papier) durchgeführten Verschlüsselungsverfahren verwendet, speziell bei den sogenannten „Spionage-Chiffren“, wie beispielsweise der VIC-Chiffre. Hierzu werden die 26 Großbuchstaben des lateinischen Alphabets in drei Zeilen und zehn Spalten einer Tabelle geschrieben. Zumeist beginnt man mit einem Kennwort, das die häufigsten Buchstaben enthält, wie beispielsweise „ERNSTL“, und füllt den Rest der Tabelle mit den übrigen Buchstaben auf, im einfachsten Fall in alphabetischer Reihenfolge. Wichtig ist, in der ersten Zeile der Tabelle zwei Felder freizulassen (nicht notwendigerweise die letzten beiden wie hier). In der letzten Zeile bleiben nach Eintragen aller Buchstaben noch zwei Felder zur freien Verfügung, die mit Sonderzeichen (hier „.“ und „/“) gefüllt werden können. Diesen lassen sich bei Bedarf Sonderfunktionen zuordnen, wie Buchstaben-Ziffernumschaltung, können aber auch einfach nur Blender sein.
|   | 0 | 1 | 2 | 3 | 4 | 5 | 6 | 7 | 8 | 9 |
|   | E | R | N | S | T | L | A | B |   |   |
| 8 | C | D | F | G | H | I | J | K | M | O |
| 9 | P | Q | U | V | W | X | Y | Z | . | / |

Die obige Tabelle (englisch straddling checkerboard; deutsch wörtlich: „gespreiztes Schachbrett“) erlaubt nun die monoalphabetische Substitution der Buchstaben durch Zahlen, wobei die Buchstaben in der ersten Zeile durch einziffrige Zahlen und die Buchstaben in den anderen beiden Zeilen durch zweiziffrige Zahlen ersetzt werden. Diese Besonderheit, nämlich dass die Klartextzeichen durch Geheimtextzeichen unterschiedlicher Länge ersetzt werden, wird als „Spreizung“ bezeichnet. Die so entstehende Chiffre heißt „gespreizt“.

## Beispiel
Als Anwendungsbeispiel soll der Klartext „Wikipedia finden wir gut“ mit dem Kennwort „ERNSTL“ verschlüsselt werden. Die einzelnen Buchstaben des Klartextes werden entsprechend der Tabelle durch die folgenden Zahlen substituiert. Der Deutlichkeit halber wird hier nach dem Chiffrat jedes einzelnen Buchstabens ein Leerzeichen eingefügt.
```
 W  I  K  I  P  E  D  I  A  F  I  N  D  E  N  W  I  R  G  U  T
94 85 87 85 90  0 81 85  6 82 85  2 82  0  2 94 85  1 83 92  4
```

Für die Übermittlung des gespreizten Geheimtextes würde man natürlich die Leerzeichen entfernen und den Text beispielsweise in Fünfergruppen anordnen, auch um die Spreizung zu tarnen:
```
94858 78590 08185 68285 28202 94851 83924
```

Der befugte Empfänger, der wie der Sender im Besitz des als Schlüssels dienenden Kennworts (hier ERNSTL) ist, kann sich die gleiche Tabelle erzeugen und mit deren Hilfe die Zahlen wieder in die originalen Buchstaben zurückverwandeln. Er erhält so den ursprünglichen Klartext.
In der Praxis werden häufig weitere Verfahrensschritte, wie Transpositionen auf den gespreizten Text angewendet, um die kryptographische Sicherheit des Verfahrens zu erhöhen und die unbefugte Entzifferung zu erschweren (siehe auch: VIC-Chiffre).